# Wilmer Azuaje
Wilmer José Azuaje Cordero (1977) es un político venezolano, exdiputado del Frente Popular Humanista en la Asamblea Nacional de Venezuela por el Estado Barinas y exdiputado regional del Estado Barinas por la Mesa de la Unidad Democrática. Comenzó su vida política en el Movimiento V República (MVR), partido político que llevó a la presidencia de la República a Hugo Chávez en 1998. En las elecciones parlamentarias de 2005 el MVR lo postula como candidato y este resulta elegido. Durante su desempeño como diputado impulsó el Parlamentarismo Social de Calle. En 2007 Wilmer Azuaje pasa a formar parte del Partido Socialista Unido de Venezuela (PSUV) luego de la fusión del MVR en ésta nueva organización. Actualmente es opositor al gobierno de Nicolás Maduro. 

## Denuncias contra familia Chávez
A partir de 2005 se inicia un enfrentamiento entre Wilmer Azuaje y Argenis Chávez, hermano de Hugo Chávez, que llevan a Azuaje a solicitar ante un Tribunal Penal medida de protección para él y su familia, por presuntas amenazas de parte de Argenis Chávez hacia Azuaje. Diarios nacionales señalaron que Argenis pretendía seleccionar el mismo los candidatos a la elección de la Asamblea Nacional que se celebraba ese año, pero finalmente el Comando Táctico Nacional del MVR se decidió por Wilmer Azuaje.
El 26 de marzo de 2008, Azuaje presenta ante la Asamblea Nacional una serie de denuncias en contra de la familia Chávez en el Estado Barinas, donde reflejaban las supuestas nuevas propiedades adquiridas por la familia del presidente Chávez, especialmente de Argenis y Narciso Chávez con dinero proveniente de presuntos hechos de corrupción. Después de las denuncias, Hugo de los Reyes Chávez, padre de Hugo Chávez y entonces gobernador de Barinas, solicitó ante la Asamblea Nacional el allanamiento de la inmunidad parlamentaria de Azuaje, pero esto no fue discutido. También la presidenta del parlamento, Cilia Flores anunció que se investigaría no sólo el caso sino a Azuaje, por haber realizado una supuesta campaña multimillonaria para la presentación de las denuncias. Así aumentaron los roces entre Azuaje y el resto de los parlamentarios oficialistas que descalificaron inmediatamente sus denuncias.
Esos hechos hicieron Azuaje se diera a conocer a nivel nacional al aparecer insistentemente en los diarios venezolanos y medios de comunicación en general. En abril de 2008, hace un acto en la calle Cameja de la ciudad de Barinas, para anunciar su candidatura a la gobernación de Barinas, durante el acto de masas, se realizaron disparos en donde resultaron muertos dos seguidores de Azuaje, éste responsabilizó directamente a Argenis Chávez.

## Disidencia
Después de realizadas las mediciones electorales para la gobernación de Barinas, Wilmer Azuaje, cumple con Frenchi Díaz y Julio César Reyes -dos disidentes- el pacto que habían hecho en enero de 2008, que establecía la postulación de uno sólo de ellos para disputar el cargo del Ejecutivo regional, frente a Adán Chávez o Argenis Chávez, hermanos del presidente y que se suponía alguno de los dos sería el candidato oficialista. Por ello Azuaje se inclina a la alcaldía de Barinas. Ese mismo mes, el 30 de abril el PSUV anuncia la expulsión de Wilmer Azuaje, por adelantar su candidatura a las elecciones regionales, aunque en la práctica ya este se encontraba desvinculado del partido desde meses atrás. 
Azuaje inmediatamente se unió al partido Gente Emergente donde ya se encontraba Julio César Reyes, poco después esa organización fue expulsada de la coalición oficialista Alianza Patriótica. El 23 de noviembre de 2008, se llevan a cabo las elecciones regionales, siendo ampliamente derrotado por Abundio Sánchez, candidato del PSUV.
A finales de 2008, es presentado un Proyecto de Enmienda Constitucional del artículo 230 de la Constitución venezolana por factores oficialistas, cuya intención es permitir la posibilidad de postular candidatos presidenciales de manera continua. Azuaje se declaró en contra y junto a otros diputados disidentes, crean un reducido grupo político denominado Frente Amplio Nacional en contra de la enmienda. En enero de 2009 se separa de Gente Emergente y pasa a conformar una nueva fracción parlamentaria denominada Frente Popular Humanista, integrada junto a otros cuatro diputados disidentes.
En marzo de 2009 Néstor Izarra Colmenares y Narciso Chávez ejercieron una acción contra Azuaje por presunto delito de difamación agravada continuada. Por ello la Sala Plena del Tribunal Supremo de Justicia decidirá si despoja de la inmunidad parlamentaria al diputado.
El 25 de marzo de 2010 Azuaje es detenido por el Cuerpo de Investigaciones Científicas, Penales y Criminalísticas (CICPC) cuando se disponía a retirar un vehículo que estaba retenido en la sede policial desde que intentaran abordarlo por un presunto atentado en octubre de 2009; el cuerpo policial determinó en ese momento que se había tratado de un intento de robo. Cuando el diputado se acercó a la sede del CICPC a retirar su vehículo se presume y a la vez se denuncia que supuestamente agredió a una funcionaria policial por lo que se decide detenerlo. Desde entonces le es retirada su inmunidad parlamentaria por la Asamblea Nacional a solicitud del Tribunal Supremo de Justicia de Venezuela, con 105 votos a favor y 6 en contra de 167 votos posibles, siendo los votos a favor de parlamentarios del Partido Socialista Unido de Venezuela y el Partido Comunista, mientras que las bancadas de Podemos y el Frente Popular Humanista rechazan la moción y el partido Patria Para Todos se abstiene; siendo la denuncia por agresiones físicas con el agravante de haber sido llevadas a cabo contra funcionario policial y mujer. Ismael García, líder del partido de Podemos, en defensa de su colega de la Asamblea Nacional indicó que son mentiras lo dicho por el jefe de la policía judicial, Wilmer Flores Trosel acerca de la flagrancia del delito, y acusó al ministro de Interior, Tareck El Aissami, de prestarse para montar una patraña en la misma línea y con los mismos argumentos del caso Nixon Moreno. "Estamos frente a un juicio exprés, han violado todos los derechos del diputado para montarle un expediente", dijo.
El 5 de abril de 2010, es oficializado el levantamiento de la inmunidad parlamentaria del Diputado Willmer Azuaje, cuando es publicada la sentencia en Gaceta oficial N.º 39.395 indicando que "la inmunidad parlamentaria se consagra como una garantía del ejercicio autónomo de las funciones legislativas respecto de los otros Poderes Públicos y como garantía para el mejor y efectivo cumplimiento de la función parlamentaria, y no para establecer un medio de impunidad que impida el enjuiciamiento de los delitos cometidos por diputados".
El 24 de abril de 2025 Wilmer Azuaje busca en el congreso de EE UU se califique al Cártel de los Soles como un grupo terrorista, Azuaje hacen lobby ante el organismo Federal de Investigaciones (FBI) para declarar organización terrorista al Partido Socialista Unido de Venezuela (PSUV) prensentando un amplio informe documentado. También presentaron la lista de los militantes, unos 3 millones 250 mil militantes.

## Persecución política
El 2 de mayo de 2017 fue secuestrado y privado de su libertad sin la existencia de una orden judicial, por el Servicio Bolivariano de Inteligencia Nacional (SEBIN) en la ciudad de Barinas siendo diputado por el Consejo Legislativo del estado Barinas, el 18 de julio decidieron que fuera despojado de su inmunidad parlamentaria. Azuaje fue detenido durante más de un año, siendo torturado durante su encarcelamiento. El 21 de agosto fue imputado por los delitos de posesión ilícita de arma de guerra, tráfico ilícito de municiones, uso indebido de prendas militares, agavillamiento y resistencia a la autoridad. Esta situación presenta contra Azuaje esta denunciado en la Corte Penal Internacional.  El 3 de junio de 2018 fue excarcelado con medidas restrictivas de libertad y prohibición de salida del país. El 30 de enero de 2019 salió del país al sentir persecución política.

## Vida personal
Nació en Barinas, hijo de padre y madre abogados, a los tres años pasó a vivir en Mérida donde estudio y llegó a ser líder del centro de estudiantes del liceo en Ejido (Mérida), donde conoció por primera vez a Hugo Chávez a sus 16 años, se graduó a los 27 años. El 19 de febrero de 2009 fue asesinado su hermano César José Azuaje Cordero de 28 años, junto a Joel Miguel Carballo en extrañas circunstancias en una estación de servicios de la ciudad de Barinas.